# Стрельба в Луби
Стрельба в Луби, также известна как Резня в Луби — массовый расстрел, который случился 16 октября 1991 года, в кафетерии Луби, в городе Киллин, штат Техас, США. Нападавший, Джордж Геннард, въехал на своём пикапе в ресторан через окно в передней части. Открыв стрельбу, он убил 23 человека и ранил ещё 27. После короткой перестрелки с полицией, и отказа сдаться, Геннард застрелился. Этот инцидент оставался самым смертоносным массовым расстрелом в истории США до стрельбы в Виргинском Политехническом институте в 2007 году. По состоянию на январь 2017, этот инцидент стал шестой самой смертоносной стрельбой в США устроенной одним человеком.

## Преступление
16 октября 1991 года, 35-летний Джордж Геннард, безработный, ранее работавший в торговом флоте, въехал на синем пикапе Ford Ranger 1987 года через окно в передней части кафетерии Луби в городе Киллин (Техас). Он закричал: «Все женщины Киллина и Белтона — гадюки! Это то, что вы сделали со мной и моей семьей! Это то, что сделал со мной Белл… это день расплаты! Вот, что со мной сделал округ Белл!». Затем он начал стрелять по посетителям и сотрудникам из пистолетов Glock 17 и Ruger P89. Он преследовал, расстрелял и убил 23 человека, десять из них одиночными выстрелами в голову, и ранил ещё 27. В ресторане на тот момент находилось 140 человек.
16 октября отмечался День Босса, и кафе было переполнено. Сперва свидетели посчитали, что авария произошла случайно, но Геннард начал стрелять в посетителей почти сразу, из машины. Первой жертвой был ветеринар Майкл Гриффит. Другой посетитель, Томми Вон, бросился через окно в задней части ресторана, он получил травмы, но обеспечил путь эвакуации для себя и других.
Геннард перезаряжался как минимум три раза, прежде чем прибыли сотрудники полиции, с которыми у него произошла короткая перестрелка. Раненый, он отступил в туалетную комнату. Полицейские несколько раз предлагали Геннарду сдаться, но он отказался, заявив, что собирается убить больше людей. Через несколько минут он покончил жизнь самоубийством, выстрелив себе в голову.

### Возможный мотив
Геннард описывался затворническим и воинственным, с взрывным характером. Он был уволен из торгового флота из-за хранения марихуаны, вскоре после этого его лицензия моряка была приостановлена. Многочисленные отчёты включали сведения о ненависти Геннарда к женщинам. Один из соседей по комнате сказал: «Он ненавидел чернокожих, латиноамериканцев, гомосексуалистов. Он говорил, что женщины были змеями и всегда был пренебрежительного мнения о них, особенно после драки с матерью».
Выжившие сказали, что Геннард предпочитал стрелять в женщин. 14 из 23 убитых, как и многие раненые, были женщинами. Он назвал двух из них «сукой» перед тем, как застрелить.

## Преступник
Джордж Пьер Геннард родился 15 октября 1956 года в Сейр, Пенсильвания, в семье швейцарского хирурга и домохозяйки. Он был старшим ребёнком в семье, у него были младшие брат и сестра, Алан Роберт и Дезайри. Позднее его семья переехала в Нью-Мексико, где его отец работал на полигоне White Sands Missile Range, возле Лас-Крусес. После окончания средней школы Мэйфилда в 1974 году, он поступил на службу в ВМС США и служил в течение трех лет, пока его не уволили с почётом. Позднее он работал торговым моряком, но был уволен за употребление наркотиков.
В начале расследования массового убийства начальник полиции Киллина заявил, что Геннард «по какой-то причине имел явную проблему с женщинами». После того, как его родители развелись в 1983 году, его отец переехал в Хьюстон, а мать переехала в Хендерсон, штат Невада. Пистолеты Glock 17 и Ruger P89, которые использовал Геннард, были куплены между февралём и мартом 1991 года в магазине оружия в Хендерсоне.

Геннард преследовал двух сестёр, которые жили в его районе до стрельбы. Он отправил им письмо, в тексте которого была следующая часть: 
«Пожалуйста, дайте мне удовлетворение в один прекрасный день, смеясь перед всеми этими, в основном, белыми предательскими женщинами-гадюками из этих двух городов [Килин и Белтон], которые пытались уничтожить меня и мою семью».
 Он также писал, что он «по-настоящему польщён, зная, что у него есть две поклонницы-подростки.

## Последствия
На следующий день после стрельбы на голосование в Палате представителей США был внесён законопроект по борьбе с преступностью. Некоторые жертвы были избирателями в округе члена Палаты представителей США Чета Эдвардса, и из-за этого он отказался от своей позиции против положения о контроле над оружием, которое было частью законопроекта. Это положение, которое не было принято, запретило бы некоторые виды оружия и магазины, подобные тем, которые использовал Геннард.
Стрелковая ассоциация штата Техас и другие предпочли, чтобы государство разрешало своим гражданам носить скрытое огнестрельное оружие. Губернатор Техаса, демократ Энн Ричардс, наложила вето на эти законопроекты, но в 1995 году её республиканский преемник, Джордж Буш подписал законопроект. Одной из стронниц закона была Сюзанна Хапп, которая находилась в ресторане, где погибли оба её родителя. В своих показаниях она сказала, что ей бы хотелось, иметь пистолет во время стрельбы, но ей приходилось оставлять его в машине, которая была в 30 метрах от происшествия (она боялась, что если её поймают за ношением оружия, то она может потерять лицензию мануального терапевта). Хапп агитировала по всей стране в поддержку законов о скрытном ношении короткоствольного оружия в каждом штате, и в 1996 году была избрана в Палату представителей Техаса.

## Ресторан
Ресторан открылся через пять месяцев после стрельбы, но 9 сентября 2000 года он был закрыт. В 2006 году на его месте открылся ресторан китайской еды «Yank Sing».